# Brett Steven
Brett Steven (ur. 27 kwietnia 1969 w Auckland) – nowozelandzki tenisista, reprezentant w Pucharze Davisa, olimpijczyk.

## Kariera tenisowa
Jako zawodowy tenisista występował w latach 1988–1999.
W grze pojedynczej ma w swoim dorobku 3 zwycięstwa w rozgrywkach ATP Challenger Tour. Pierwszą wygraną odniósł w 1990 roku w Canberze, gdzie pokonał w finale Andrew Kratzmanna. Drugi tytuł w rozgrywkach tej kategorii wywalczył w 1995 roku w Wellington, pokonując w finale Martina Damma. W maju 1997 roku zatriumfował w Lublanie. Pojedynek finałowy wygrał z Rumunem Andreim Pavelem. Steven w singlu jest ponadto trzykrotnym finalistą turniejów rangi ATP World Tour. Pierwszy finał z udziałem reprezentanta Nowej Zelandii miał miejsce pod koniec sierpnia 1993 roku w Schenectady. Mecz o tytuł przegrał z Thomasem Enqvistem. Do drugiego finału awansował na początku sezonu 1996 w Auckland, gdzie uległ Jiříemu Novákowi, a trzeci finał osiągnął w lipcu 1997 roku w Newport, przegrywając finałowy pojedynek z Sarkisem Sarksjanem. Najwyżej sklasyfikowany w rankingu singlistów był na 32. miejscu w lutym 1996 roku.
W grze podwójnej Steven wygrał 9 turniejów rangi ATP World Tour. Ponadto był uczestnikiem 8 deblowych finałów. W wielkim szlemie najlepszym wynikiem Stevena jest półfinał Rolanda Garrosa z 1995 roku. Wspólnie z Tommym Ho doszedł do owej fazy turnieju bez straty seta. Spotkanie o finał przegrał z deblem Jacco Eltingh–Paul Haarhuis. Najwyższą pozycję w zestawieniu deblistów osiągnął w czerwcu 1995 roku – nr 16.
W latach 1990–1999 Steven był reprezentantem kraju w Pucharze Davisa. Przez ten okres rozegrał dla zespołu 49 meczów, zarówno w singlu, jak i deblu. W grze pojedynczej jego bilans wynosi 18 zwycięstw i 15 porażek, natomiast w grze podwójnej wygrał 10 pojedynków i 6 przegrał.
W 1996 roku zagrał na igrzyskach olimpijskich w Atlancie, ponosząc porażkę w 1 rundzie z Arnaudem Boetschem.

### Finały w turniejach ATP World Tour
| Legenda                                      |
| -------------------------------------------- |
| Wielki Szlem                                 |
| Igrzyska olimpijskie                         |
| Tennis Masters Cup / ATP Finals              |
| ATP Masters Series / ATP Tour Masters 1000   |
| ATP International Series Gold / ATP Tour 500 |
| ATP International Series / ATP Tour 250      |

#### Gra pojedyncza (0–3)
| Końcowy wynik | Nr | Data             | Turniej     | Nawierzchnia | Przeciwnik      | Wynik finału     |
| ------------- | -- | ---------------- | ----------- | ------------ | --------------- | ---------------- |
| Finalista     | 1. | 29 sierpnia 1993 | Schenectady | Twarda       | Thomas Enqvist  | 6:4, 3:6, 6:7(0) |
| Finalista     | 2. | 14 stycznia 1996 | Auckland    | Twarda       | Jiří Novák      | 4:6, 4:6         |
| Finalista     | 3. | 13 lipca 1997    | Newport     | Trawiasta    | Sarkis Sarksjan | 6:7, 6:4, 5:7    |

#### Gra podwójna (9–8)
| Końcowy wynik | Nr | Data              | Turniej       | Nawierzchnia    | Partner           | Przeciwnicy                         | Wynik finału  |
| ------------- | -- | ----------------- | ------------- | --------------- | ----------------- | ----------------------------------- | ------------- |
| Zwycięzca     | 1. | 14 lipca 1991     | Newport       | Trawiasta       | Gianluca Pozzi    | Javier Frana Bruce Steel            | 6:4, 6:4      |
| Finalista     | 1. | 29 sierpnia 1993  | Schenectady   | Twarda          | Byron Black       | Bernd Karbacher Andriej Olchowski   | 6:2, 6:7, 1:6 |
| Zwycięzca     | 2. | 6 marca 1994      | Kopenhaga     | Dywanowa (hala) | Martin Damm       | David Prinosil Udo Riglewski        | 6:3, 6:4      |
| Zwycięzca     | 3. | 17 kwietnia 1994  | Hongkong      | Twarda          | Jim Grabb         | Jonas Björkman Patrick Rafter       | walkower      |
| Zwycięzca     | 4. | 15 maja 1994      | Coral Springs | Ceglana         | Lan Bale          | Ken Flach Stéphane Simian           | 6:3, 7:5      |
| Finalista     | 2. | 19 lutego 1995    | Memphis       | Twarda (hala)   | Tommy Ho          | Jared Palmer Richey Reneberg        | 6:4, 6:7, 1:6 |
| Zwycięzca     | 5. | 12 marca 1995     | Indian Wells  | Twarda          | Tommy Ho          | Gary Muller Piet Norval             | 6:4, 7:6      |
| Finalista     | 3. | 23 kwietnia 1995  | Bermudy       | Ceglana         | Jason Stoltenberg | Grant Connell Todd Martin           | 6:7, 6:2, 5:7 |
| Finalista     | 4. | 12 listopada 1995 | Moskwa        | Dywanowa (hala) | Tommy Ho          | Byron Black Jared Palmer            | 4:6, 6:3, 3:6 |
| Finalista     | 5. | 14 stycznia 1996  | Auckland      | Twarda          | Jonas Björkman    | Marcos Ondruska Jack Waite          | walkower      |
| Finalista     | 6. | 10 marca 1996     | Scottsdale    | Twarda          | Richey Reneberg   | Patrick Galbraith Rick Leach        | 7:5, 5:7, 5:7 |
| Zwycięzca     | 6. | 16 marca 1997     | Kopenhaga     | Dywanowa (hala) | Andriej Olchowski | Kenneth Carlsen Frederik Fetterlein | 6:4, 6:2      |
| Zwycięzca     | 7. | 23 marca 1997     | Petersburg    | Dywanowa (hala) | Andriej Olchowski | David Prinosil Daniel Vacek         | 6:4, 6:3      |
| Zwycięzca     | 8. | 13 lipca 1997     | Newport       | Trawiasta       | Justin Gimelstob  | Kent Kinnear Ałeksandar Kitinow     | 6:3, 6:4      |
| Zwycięzca     | 9. | 18 stycznia 1998  | Auckland      | Twarda          | Patrick Galbraith | Tom Nijssen Jeff Tarango            | 6:4, 6:2      |
| Finalista     | 7. | 15 marca 1998     | Kopenhaga     | Dywanowa (hala) | Jan Siemerink     | Tom Kempers Menno Oosting           | 4:6, 6:7      |
| Finalista     | 8. | 10 maja 1998      | Hamburg       | Ceglana         | David Adams       | Donald Johnson Francisco Montana    | 2:6, 5:7      |